# Omobranchus fasciolatus
Omobranchus fasciolatus és una espècie de peix de la família dels blènnids i de l'ordre dels perciformes.

## Morfologia
- Els mascles poden assolir 6,8 cm de longitud total.[1][2]

## Reproducció
És ovípar.

## Hàbitat
És un peix marí de clima tropical.

## Distribució geogràfica
Es troba des del Mar Roig fins a Inhambane (Moçambic) i el Golf Pèrsic.